# Kroměřížská ústava
Kroměřížská ústava (také kroměřížský návrh ústavy) označuje návrh ústavy vypracovaný poslanci na ústavodárném kroměřížském sněmu pro Rakouské císařství, který nikdy nevešel v platnost. Návrh byl předložen na konci roku 1848 a jednalo se o něm ještě na začátku roku 1849, nicméně v březnu byl ústavodárný sněm rozehnán a nová ústava (březnová) byla oktrojována („vnucena“).
Ústava rozeznala suverenitu lidu a když potom sněm do návrhu uznal ustanovení o tom, že veškerá moc vychází z lidu, znamenalo to rozchod s panovníkem a vládou. Ústava počítala s federalistickým uspořádáním státu, nicméně výsledná podoba také počítala s centralistickými principy (nebyl např. ustaven historický stát země Koruny české, ale pouze se počítalo s posílením moci jednotlivých „korunních zemí“). Země byly rozděleny na kraje.
Byla schválena pouze osnova této ústavy. Ústava se neměla vztahovat na Uhry a italské části země. Zákonodárnou moc měl mít dvoukomorový říšský a jednotlivé zemské sněmy. V komoře lidu mělo být 360 poslanců, volební aktivní právo měli mít muži od 24 let a pasivní od 28 let. V komoře zemí měl být za každý kraj jeden poslanec, pasivní volební právo bylo od 33 let. Volební právo mělo být omezeno pouze daňovým censem. Císař měl mít právo veta, kterým ovšem platnost zákona jen odložil.
První návrh Františka Palackého formulovaný ryze federalisticky uznával právo národů na sebeurčení a prvně popsal možnost soužití Čechů a Slováků v jednom státě.